# Тревес, Эмилио
Эмилио Тревес (итал. Emilio Treves; 31 декабря 1834, Триест — 30 января 1916, Милан) — итальянский издатель, журналист, писатель

 и драматург. Участник Рисорджименто.

## Биография
Родился в семье главного раввина городской еврейской общины Триеста.
Тревес начал работать корректором в местном офисе и анонимно писал для журналов, запрещенных австрийской цензурой.
Работал в типографии и одновременно писал драматические произведения, шедшие с большим успехом на итальянской сцене.
Сотрудничал с антиправительственной австрийской газетой «Anhelo». Когда была обнаружена его связь с запрещенными газетами и журналами, вынужден был сначала покинуть Триест, а потом и Пьемонт, и поселиться в Париже.
В 1858 году поселился в Милане. Участвовал добровольцем в Гарибальдийском походе и играл видную роль в общественно-политической жизни Италии.
Издательская деятельность началась в 1874 г., когда он, вместе со своим братом Джузеппе, затеял ряд крупных изданий; с тех пор фирма Fratelli Trеves считалась первой в Италии и одной из наиболее деятельных в Европе.
Из изданных им произведений наиболее заметны «Bibliotheca Utile», «Annuario scientifico», «Illustrazione italiana».
Тревес был первым редактором некоторых из величайших писателей итальянского веризма. Открыл для читателей Джованни Верга, Э. Де Амичиса, А. Негри и многих других.